# Gasteria pillansii
Gasteria pillansii är en grästrädsväxtart som beskrevs av Kensit. Gasteria pillansii ingår i släktet Gasteria och familjen grästrädsväxter.

## Underarter
Arten delas in i följande underarter:
- G. p. ernesti-ruschii
- G. p. hallii
- G. p. pillansii

## Bildgalleri

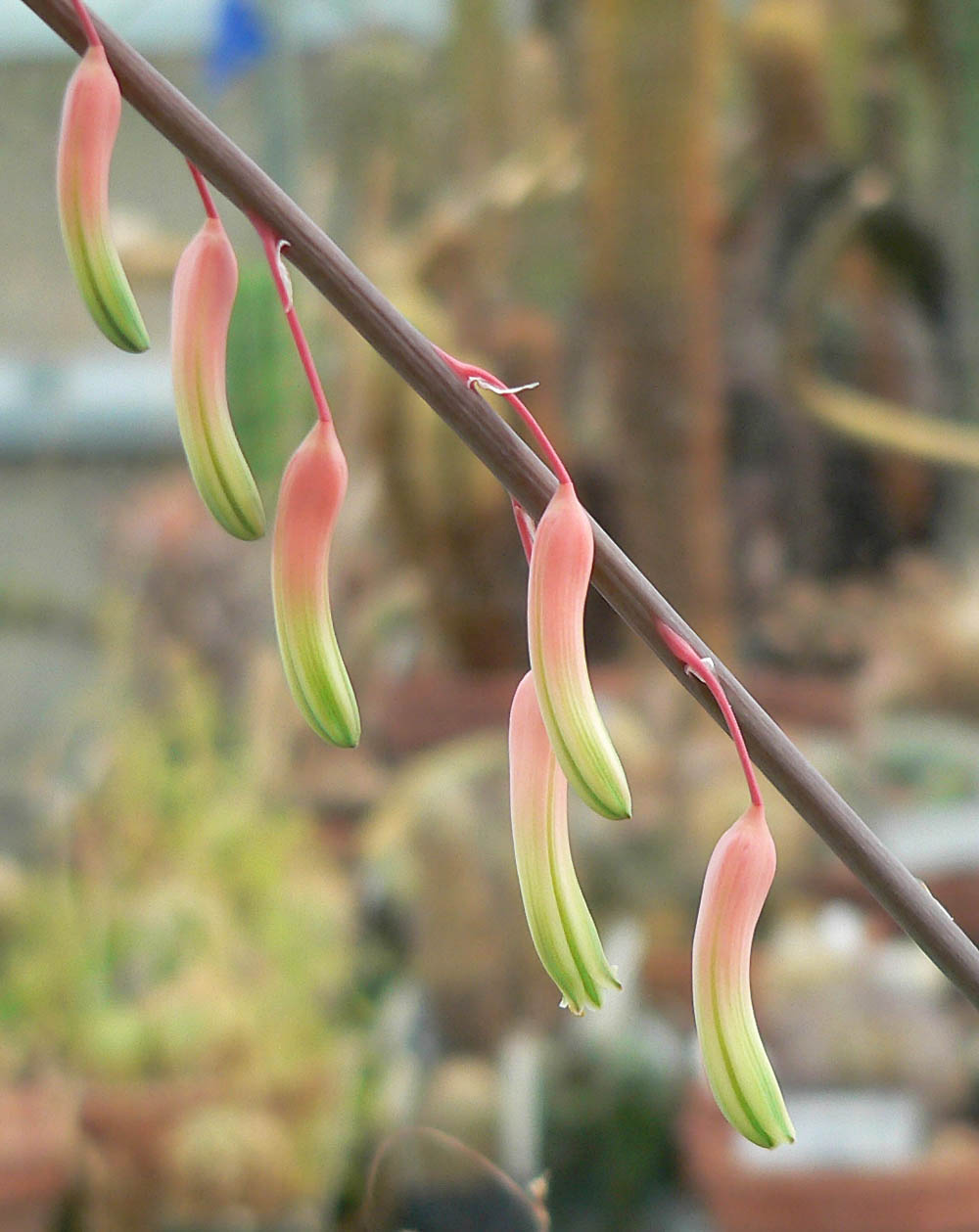
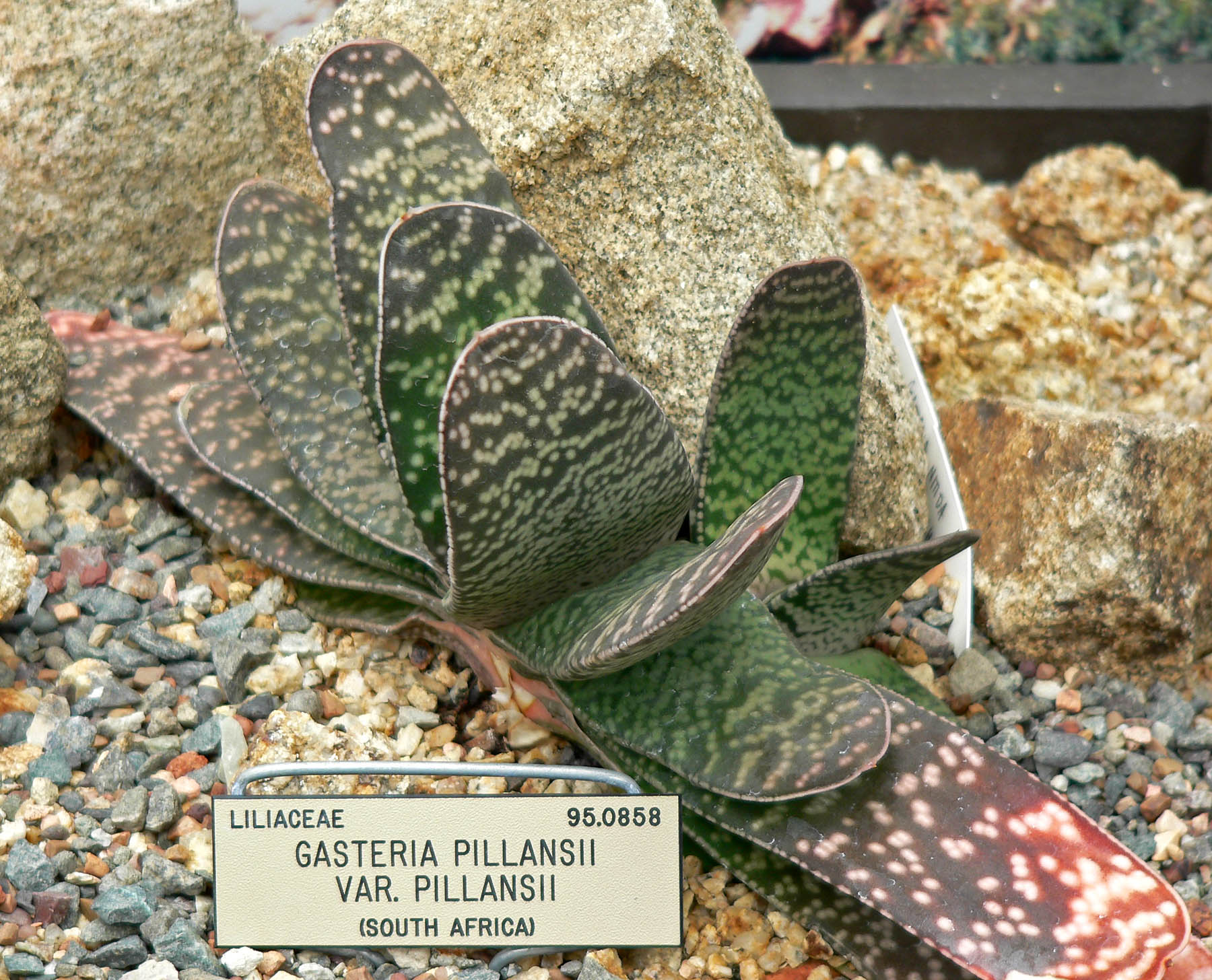
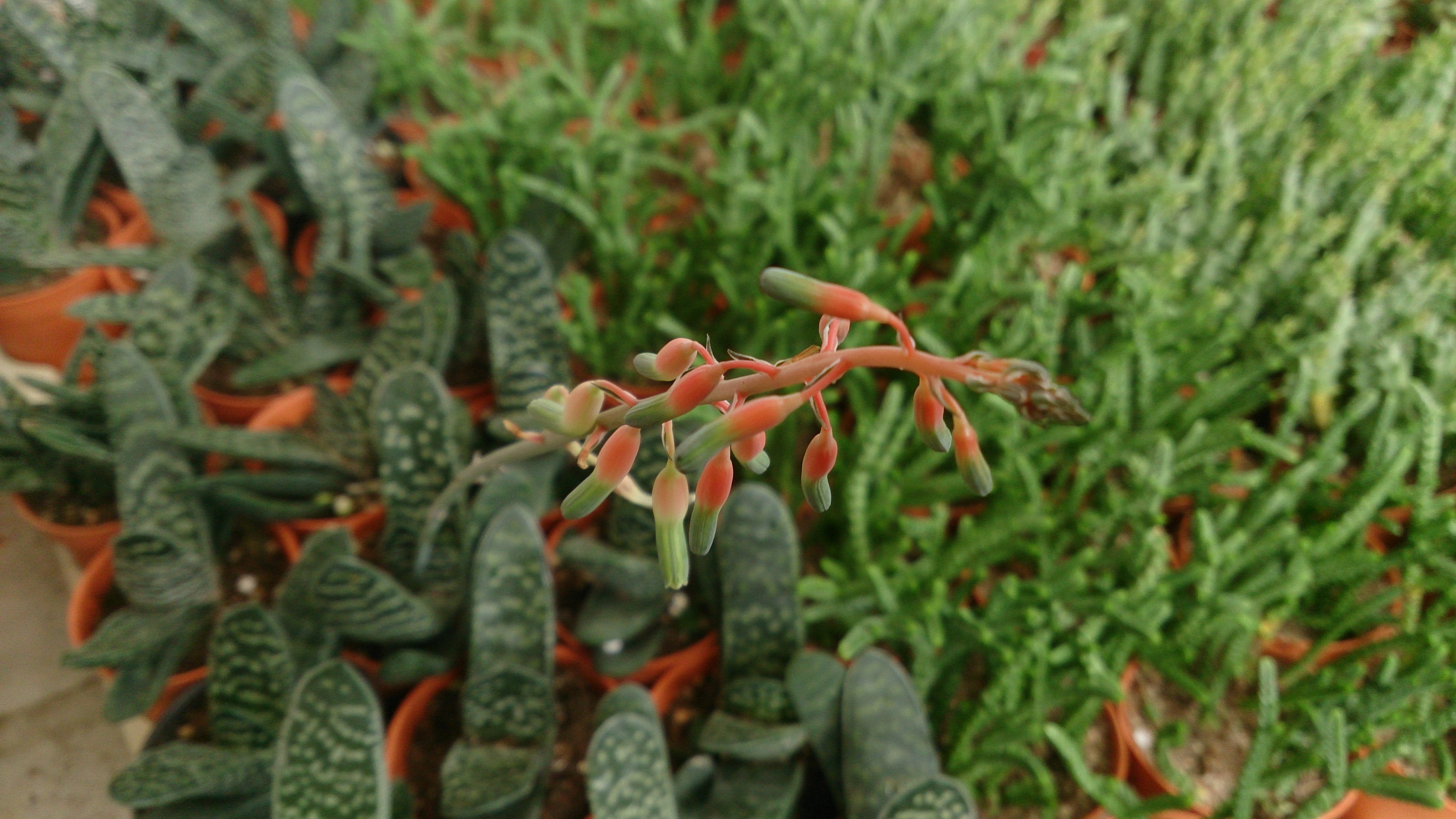
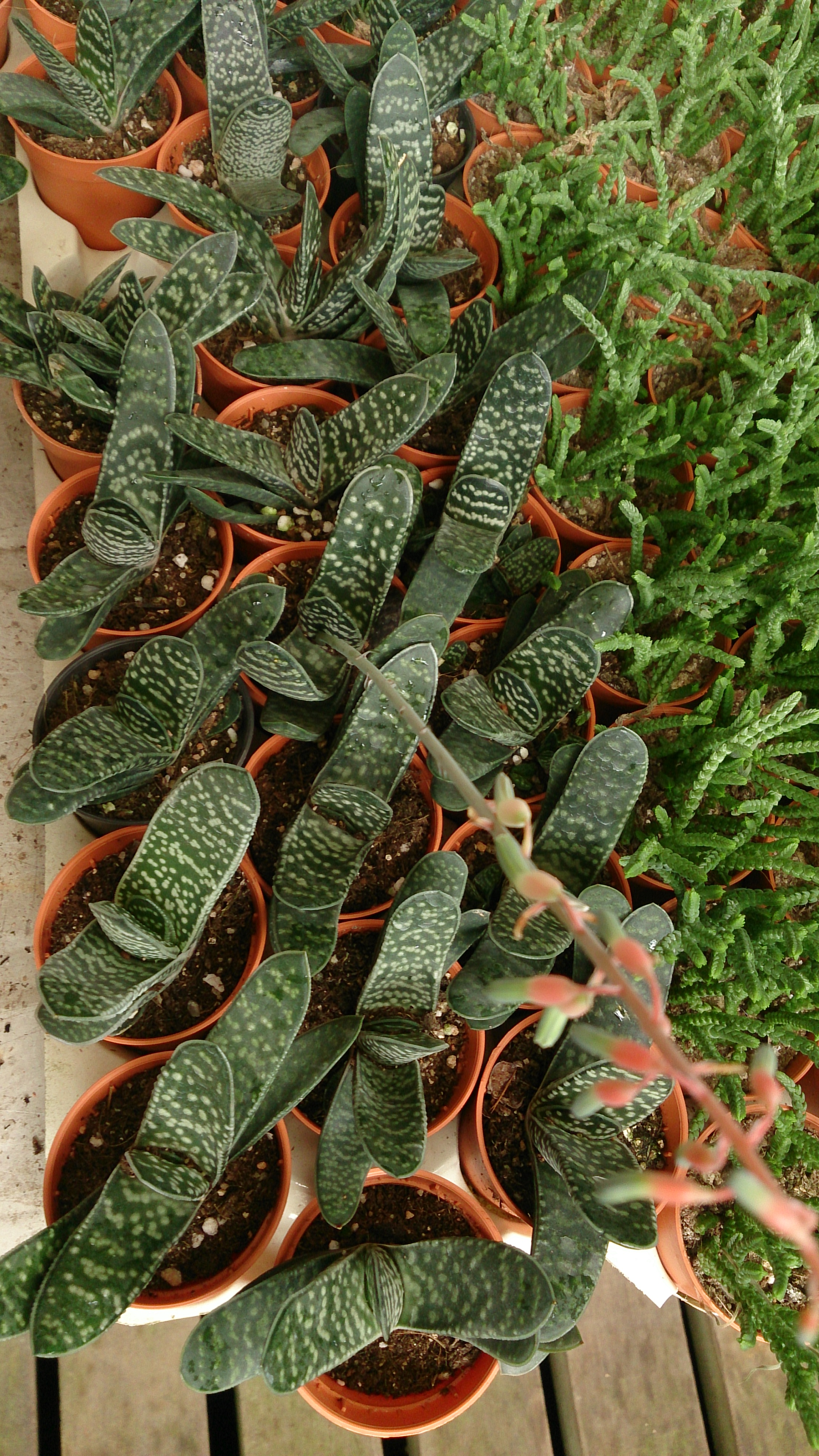
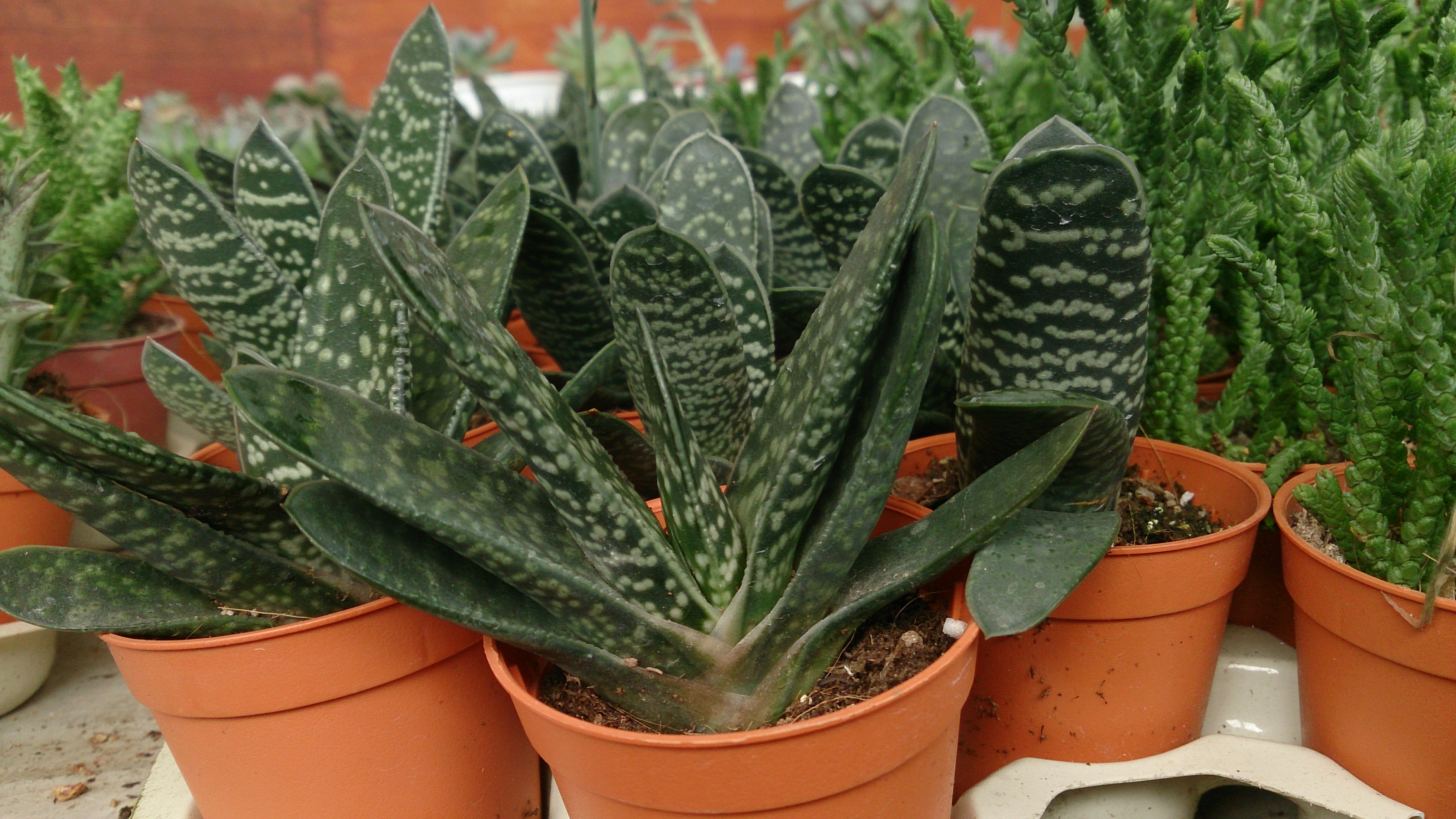